# Liste der Staatsoberhäupter von Tansania

Standarte des Präsidenten von Tansania

Dies ist eine Liste der Staatsoberhäupter von Tansania (bis 1964 Tanganjika genannt) seit der Unabhängigkeit 1961.

## Tanganjika (1961–1962)
| Nr. | Bild | Name (Lebensdaten)             | Amtsbezeichnung | Amtszeit         | Amtszeit         |
| Nr. | Bild | Name (Lebensdaten)             | Amtsbezeichnung | Beginn           | Ende             |
| --- | ---- | ------------------------------ | --------------- | ---------------- | ---------------- |
| 1.  |      | Elisabeth II. (* 1926; † 2022) | Königin         | 9. Dezember 1961 | 9. Dezember 1962 |

### Generalgouverneure
Der britische Monarch wurde in seiner Abwesenheit durch einen Generalgouverneur vertreten:
| Nr. | Bild | Name (Lebensdaten)                           | Amtsbezeichnung   | Amtszeit         | Amtszeit         |
| Nr. | Bild | Name (Lebensdaten)                           | Amtsbezeichnung   | Beginn           | Ende             |
| --- | ---- | -------------------------------------------- | ----------------- | ---------------- | ---------------- |
| 1.  |      | Sir Richard Gordon Turnbull (* 1909; † 1998) | Generalgouverneur | 9. Dezember 1961 | 9. Dezember 1962 |

## Republik Tanganjika (1962–1964)
| Nr. | Bild | Name (Lebensdaten)              | Amtsbezeichnung | Amtszeit         | Amtszeit         | Partei |
| Nr. | Bild | Name (Lebensdaten)              | Amtsbezeichnung | Beginn           | Ende             | Partei |
| --- | ---- | ------------------------------- | --------------- | ---------------- | ---------------- | ------ |
| 1.  |      | Julius Nyerere (* 1922; † 1999) | Präsident       | 9. Dezember 1962 | 29. Oktober 1964 | TANU   |

## Vereinigte Republik Tansania (seit 1964)
| Nr. | Bild | Name (Lebensdaten)                 | Amtsbezeichnung | Amtszeit                                       | Amtszeit          | Partei     |
| Nr. | Bild | Name (Lebensdaten)                 | Amtsbezeichnung | Beginn                                         | Ende              | Partei     |
| --- | ---- | ---------------------------------- | --------------- | ---------------------------------------------- | ----------------- | ---------- |
| 1.  |      | Julius Nyerere (* 1922; † 1999)    | Präsident       | 1. November 1964                               | 5. November 1985  | TANU / CCM |
| 2.  |      | Ali Hassan Mwinyi (* 1925; † 2024) | Präsident       | 5. November 1985                               | 23. November 1995 | CCM        |
| 3.  |      | Benjamin Mkapa (* 1938; † 2020)    | Präsident       | 23. November 1995                              | 21. Dezember 2005 | CCM        |
| 4.  |      | Jakaya Kikwete (* 1950)            | Präsident       | 21. Dezember 2005                              | 5. November 2015  | CCM        |
| 5.  |      | John Magufuli (* 1959; † 2021)     | Präsident       | 5. November 2015                               | 17. März 2021     | CCM        |
| 6.  |      | Samia Suluhu Hassan (* 1960)       | Präsidentin     | 19. März 2021 (amtierend ab dem 17. März 2021) | —                 | CCM        |